# Eleanor Bodel
Eleanor Bodel, bürgerlich Bodil Ellinor Olsson (* 6. Juli 1948 in Nacka) ist eine ehemalige schwedische Pop-Sängerin, die Ende der 1960er Jahre mehrere Hits in den schwedischen Charts hatte.

## Biografie
Eleanor Bodel begann ihre Gesangskarriere 1968 als Sängerin des Orchesters von Bruno Glenmark. Entdeckt wurde sie in einer Boutique in der St. Eriksgatan in Stockholm, die der Mutter von Lennart Hegland, einem Mitglied der Hep Stars, gehörte. Hegland stellte den Kontakt zu Åke Gerhard, dem Manager der Gruppe her. Als ausgebildete Schneiderin stellte Bodel ihre eigenen Bühnenkostüme sowie die der Hep Stars her. Sie nahm an landesweiten Tourneen und Folkparkauftritten mit Tommy Körberg und Janne Önnerud teil.
Ab 1969 war sie Solo-Sängerin. Zu ihren erfolgreichen Singles gehören Sunday Will Never Be the Same (1968, ursprünglich von Spanky and Our Gang), One Way Ticket von Neil Sedaka (1969) und Del Shannons Keep Searchin‘ (1969). Ebenfalls 1969 belegte sie vier Wochen lang Platz 1 der Svensktoppen-Charts mit Jag önskar att det alltid vore sommar, einer Coverversion von It Might as Well Rain Until September von Gerry Goffin und Carole King. Den schwedischen Text hatte sie selbst geschrieben.
Bodels einziges Studioalbum, One Way Ticket (1969) enthielt neben den Erfolgssingles auch eine Version von Michel Polnareffs Love Me, Please Love Me, was unter anderem auch von Sandie Shaw, Barbara Moore und Gerrit van Braber (als Rozen, tien rozen) aufgenommen wurde.
1972 zog sich Eleanor Bodel aus der Popmusik zurück. Sie zog nach Nordmaling, wo sie ein Restaurant, eine Notaufnahme und später ein Pflegeheim für Suchtkranke betrieb. Sie war zudem bei den schwedischen Sozialdemokraten aktiv. Seit 2000 ist sie im Bereich Kultur für Senioren aktiv. In diesem Rahmen gründete sie 2008 den „Generationskör“ (Generationschor), in dem Senioren Rock-’n’-Roll-Stücke singen.

## Diskografie

### Studioalben
- 1969: One Way Ticket (Olga Records LPO 09)

### Solo-Singles
- 1968: „Sunday Will Never Be the Same“ / „To Love Somebody is to Hurt Somebody“ (Olga Records SO 65)
- 1968: „Love Me, Please Love Me“ / „The Girls Want the Boys“ (Olga Records SO 69)
- 1969: „One Way Ticket“ / „Together“ (Olga Records SO 78)
- 1969: „Jag önskar att det alltid vore sommar“ / „Att le mot någon“ (Olga Records SO 79)
- 1969: „Keep Searchin'“ / „From Now On“ (Olga Records SO 86)
- 1969: „Stupid Cupid“ / „Suree, Surrender“ (Blueberry Records BB 10-03)
- 1969: „Den som jag älskar“ / „Huckle Buck“ (Blueberry Records BB 10-04)
- 1970: „Regnet faller utanför“ / „När du kommer“ (Blueberry Records BB 10-06)
- 1970: „Charlie Brown“ / „Jobbar-Pers Blues“ (Strike 84) – mit Charlie Norman
- 1970: „Cottonfields“ / „En Sån´ Sommar“ (Blueberry Records BB 10-08)
- 1971: „Det gåtfulla folket“ / „Boulevard St Michel“ (Strike 87)
- 1971: „Nu sover Lejonet“ / „Que Sera, Sera“ (Strike 88)